# Покати 1
Покати 1 (рос. Покаты) — присілок в Островському районі Псковської області Російської Федерації.
Населення становить 125 осіб. Входить до складу муніципального утворення Бережанская волость.

## Історія
Від 2015 року входить до складу муніципального утворення Бережанская волость.

## Населення
| 2001 | 2002 | 2010 |
| ---- | ---- | ---- |
| 136  | ↘118 | ↗125 |